# Lee Woon-jae
Dans ce nom coréen, le nom de famille, Lee, précède le nom personnel.
Lee Woon-jae (en coréen 이운재), né le 26 avril 1973 à Cheongju, est un joueur de football de la Corée du Sud.

## Biographie
Ce gardien de but joue actuellement pour Suwon Samsung Bluewings FC (328 matches). 
Lee fait partie de la sélection coréenne depuis les Jeux olympiques d'été de 1992 où il obtient sa première sélection le 12 juin 1992 face à l'Argentine. 
Il se révèle lors de la Coupe du monde 2002 en quart de finale contre Espagne en arrêtant le tir au but de Joaquín, ce qui qualifie la Corée du Sud pour les demi-finales. 
Il participe également à la Coupe du monde 1994 et à la Coupe du monde 2006.
Il est, à la veille de la Coupe du monde 2010 en Afrique du sud, le seul joueur encore actif avec Rigobert Song à avoir participé à la Coupe du monde 1994.

## Palmarès

### Club
Suwon Bluewings
- K-League (4) : 1998, 1999, 2004, 2008
- Coupe de Corée (2) : 2002, 2009
- Hauzen Cup (4) : 1999 (Dahean Fire), 1999 (Adidas), 2005, 2008
- Supercoupe de Corée (2) : 1999, 2005
- Ligue des champions de l'AFC (1) : 2001-02
- Supercoupe d'Asie (1) : 2002
- A3 Champions Cup (1) : 2005
- Pan-Pacific Championship (1) : 2009

### Individuel
- Équipe type de la K-League : 1999, 2002, 2004, 2008
- Meilleur joueur de la K-League : 2008
- Meilleur joueur de la Coupe de Corée : 2009